# Grodno Azot
Grodno Azot (ros. Гродно Азот) – białoruskie przedsiębiorstwo przemysłowe specjalizujące się w produkcji nawozów azotowe.

## Historia
Budowę fabryki rozpoczęto w październiku 1960 roku, zgodnie z założeniami miała ona produkować amoniak (167 tys. ton rocznie), kwas azotowy (240 tys. ton), mocznik (70 tys. ton) i azotan amonu (313 tys. ton). Pierwsze linie produkcyjne oddano do użytku w styczniu 1965 roku.
W kwietniu 1970 uruchomiono produkcję kaprolaktamu, w 1996 metanolu, a w 2007  estrów metylowych kwasów tłuszczowych.
W 2020 roku, podczas masowych protestów na Białorusi, media donosiły o zatrzymaniu 20 pracowników fabryki. Zakład znalazł się potem na liście podmiotów objętych sankcjami ekonomicznymi.

### Sankcje międzynarodowe
Od 2006 roku Grodno Azot i jego oddział Grodno Khimvolokno (z przerwami) znajdują się na amerykańskiej liście sankcyjnej. Ostatnie włączenie miało miejsce w czerwcu 2021 roku. 9 sierpnia 2021 roku dyrektor generalny Grodna Azot Igor Lyashenko został wpisany na listę sankcyjną USA.
Grodno Azot i Grodno Khimvolokno zostały objęte piątym pakietem sankcji Unii Europejskiej, który wszedł w życie 2 grudnia 2021 roku. 20 grudnia tego samego roku do unijnych sankcji przystąpiła Szwajcaria, a 22 grudnia Albania, Islandia, Liechtenstein, Norwegia, Macedonia Północna, Serbia i Czarnogóra.
W marcu 2022 roku Grodno Azot znalazło się pod sankcjami Japonii, a w październiku – pod sankcjami Ukrainy.
W 2023 roku w wyniku dziennikarskich dochodzeń przeprowadzonych przez Białoruskie Centrum Śledcze i Sienę zidentyfikowano kilka programów obchodzenia sankcji obejmujących spółki zarejestrowane w Kirgistanie, Uzbekistanie, Serbii i na Litwie. W październiku 2024 r. ujawniono, że produkty Grodno Azot były dostarczane na Ukrainę pod przykrywką produkcji w Turkmenistanie za pośrednictwem firmy zarejestrowanej w Zjednoczonych Emiratach Arabskich.
21 lutego 2024 r. Trybunał Sprawiedliwości Unii Europejskiej w Luksemburgu odrzucił powództwo Grodna Azot i jego spółki zależnej Khimvolokno, które domagały się zniesienia europejskich sankcji.